# Kamer Qaka
Kamer Qaka (Pejë, 11 aprile 1995) è un calciatore norvegese naturalizzato albanese, centrocampista dello Škendija.

## Carriera

### Club
Cresciuto nelle giovanili di Brandbu e Vålerenga, Qaka si è affacciato alla prima squadra di quest'ultimo club. Il 13 maggio 2010 ha esordito in Coppa di Norvegia, subentrando ad André Muri nella vittoria per 1-11 maturata sul campo dell'Oppsal, risultato a cui ha contribuito con una rete.
Ha debuttato in Eliteserien il 27 novembre 2011, sostituendo Harmeet Singh nella vittoria casalinga per 2-0 sullo Stabæk. Ha totalizzato 9 presenze ed una rete con questa maglia, tra campionato e coppa nazionale.
In vista del campionato 2013, Qaka è passato al Raufoss, compagine militante in 2. divisjon. Ha esordito con questa casacca in data 15 aprile, nel successo per 1-2 arrivato sul campo dell'Odd 2. Ha disputato 22 partite nel corso di questa stagione, tra tutte le competizioni.
Il 28 febbraio 2014, l'Hønefoss ha reso noto d'aver ingaggiato Qaka, che si è legato al nuovo club con un contratto biennale. Ha giocato la prima partita in squadra il successivo 6 aprile, schierato da titolare nella sconfitta per 4-3 patita in casa del Bærum.
Il 28 gennaio 2015, Qaka è passato ufficialmente al Sarpsborg 08, firmando un accordo valido fino al 31 dicembre 2016. È tornato a calcare i campi dell'Eliteserien in data 10 aprile, quando è subentrato a Bojan Zajić nella sfida pareggiata per 1-1 contro la sua ex squadra del Vålerenga. Il 3 giugno 2015 ha trovato la prima rete con questa casacca, contribuendo al successo per 0-2 arrivato sul campo del Gjøvik-Lyn, incontro valido per la Coppa di Norvegia.
Il 29 gennaio 2016, il Kristiansund BK, compagine militante in 1. divisjon, ha ufficializzato l'ingaggio di Qaka, con la formula del prestito. Il 10 aprile ha disputato la prima partita in squadra, schierato titolare nel 2-0 inflitto allo Jerv. Nel corso della stagione, il trasferimento di Qaka al Kristiansund è diventato a titolo definitivo. Il 23 ottobre 2016, a seguito del pareggio esterno per 1-1 contro il Jerv, la squadra si è assicurata la promozione in Eliteserien con una giornata d'anticipo sulla fine del campionato. In virtù delle sue prestazioni stagionali, Qaka è stato candidato al titolo di miglior calciatore della 1. divisjon, andato poi a Pontus Engblom.
Qaka è rimasto in forza al Kristiansund fino al 18 giugno 2017, quando ha rescisso il contratto che lo legava al club. Si è congedato dalla squadra con 35 presenze, tra campionato e coppa.
Libero da vincoli contrattuali, in data 17 luglio 2017 ha firmato un accordo valido per i successivi 2 anni e mezzo con il FC Politehnica Iași, compagine rumena militante in Liga I, massimo livello del campionato locale. Ha debuttato in squadra il 23 luglio, sostituendo Dan Spătaru nel pareggio per 0-0 contro il Gaz Metan Mediaș.
Il 15 maggio 2018 viene raggiunto l'accordo tra le due società rumene per il suo passaggio a titolo definitivo allo Steaua Bucarest, squadra blasonata della massima serie rumena, per 500.000 euro ed il 15% sulla sua futura vendita al FC Politehnica Iași.
Il 12 ottobre 2020 ha fatto ritorno in Norvegia, per giocare nel Kongsvinger.
Il 26 gennaio 2021 è passato ai macedoni dello Škendija, firmando un contratto valido per i successivi due anni e mezzo.

### Nazionale
Qaka ha rappresentato la Norvegia a livello Under-15, Under-16, Under-17, Under-18 e Under-19.
Eleggibile anche dalla Nazionale albanese in virtù delle sue origini, in data 6 novembre 2017 è stato convocato dal commissario tecnico Christian Panucci in sostituzione dell'infortunato Amir Abrashi in vista della partita amichevole da disputarsi contro la Turchia il successivo 13 novembre. Ha effettuato il proprio esordio in questa partita, subentrando ad Odise Roshi nella vittoria della selezione albanese col punteggio di 2-3, ad Antalya.

## Statistiche

### Presenze e reti nei club
Statistiche aggiornate al 28 gennaio 2021.
| Stagione                    | Club                        | Campionato                  | Campionato | Campionato | Coppe nazionali | Coppe nazionali | Coppe nazionali | Coppe continentali | Coppe continentali | Coppe continentali | Supercoppe | Supercoppe | Supercoppe | Totale | Totale |
| Stagione                    | Club                        | Comp                        | Pres       | Reti       | Comp            | Pres            | Reti            | Comp               | Pres               | Reti               | Comp       | Pres       | Reti       | Pres   | Reti   |
| --------------------------- | --------------------------- | --------------------------- | ---------- | ---------- | --------------- | --------------- | --------------- | ------------------ | ------------------ | ------------------ | ---------- | ---------- | ---------- | ------ | ------ |
| 2010                        | Vålerenga                   | ES                          | 0          | 0          | CN              | 1               | 1               | -                  | -                  | -                  | -          | -          | -          | 1      | 1      |
| 2011                        | Vålerenga                   | ES                          | 1          | 0          | CN              | 0               | 0               | UEL                | 0                  | 0                  | -          | -          | -          | 1      | 0      |
| 2012                        | Vålerenga                   | ES                          | 6          | 0          | CN              | 1               | 0               | -                  | -                  | -                  | -          | -          | -          | 7      | 0      |
| Totale Vålerenga            | Totale Vålerenga            | Totale Vålerenga            | 7          | 0          |                 | 2               | 1               |                    | 0                  | 0                  |            | -          | -          | 9      | 1      |
| 2013                        | Raufoss                     | 2D                          | 20         | 0          | CN              | 2               | 0               | -                  | -                  | -                  | -          | -          | -          | 22     | 0      |
| 2014                        | Hønefoss                    | 1D                          | 12         | 0          | CN              | 2               | 0               | -                  | -                  | -                  | -          | -          | -          | 14     | 0      |
| 2015                        | Sarpsborg 08                | ES                          | 12         | 0          | CN              | 4               | 1               | -                  | -                  | -                  | -          | -          | -          | 16     | 1      |
| 2016                        | Kristiansund BK             | 1D                          | 24         | 0          | CN              | 1               | 0               | -                  | -                  | -                  | -          | -          | -          | 25     | 0      |
| gen.-giu. 2017              | Kristiansund BK             | ES                          | 9          | 0          | CN              | 1               | 0               | -                  | -                  | -                  | -          | -          | -          | 10     | 0      |
| Totale Kristiansund         | Totale Kristiansund         | Totale Kristiansund         | 33         | 0          |                 | 2               | 0               |                    | -                  | -                  |            | -          | -          | 35     | 0      |
| 2017-2018                   | FC Politehnica Iași         | L1                          | 28         | 0          | CR              | 2               | 0               | -                  | -                  | -                  | -          | -          | -          | 30     | 0      |
| lug.-set. 2018              | Steaua Bucarest             | L1                          | 5          | 0          | CR              | 0               | 0               | UEL                | 2                  | 0                  | -          | -          | -          | 7      | 0      |
| set. 2018-2019              | FC Politehnica Iași         | L1                          | 24         | 0          | CR              | 1               | 0               | -                  | -                  | -                  | -          | -          | -          | 25     | 0      |
| Totale CSM Politehnica Iași | Totale CSM Politehnica Iași | Totale CSM Politehnica Iași | 52         | 0          |                 | 3               | 0               |                    | -                  | -                  |            | -          | -          | 55     | 0      |
| 2019-2020                   | U Craiova                   | L1                          | 6          | 0          | CR              | 0               | 0               | UEL                | 5                  | 0                  | -          | -          | -          | 11     | 0      |
| ott.-dic. 2020              | Kongsvinger                 | 1D                          | 8          | 0          | -               | -               | -               | -                  | -                  | -                  | -          | -          | -          | 8      | 0      |
| gen. 2021- gen. 2022        | Škendija                    | 1L                          | 4          | 0          | CM              | -               | -               | UEL                | -                  | -                  | -          | -          | -          | 0      | 0      |
| Totale carriera             | Totale carriera             | Totale carriera             | 159        | 0          |                 | 15              | 2               |                    | 7                  | 0                  |            | -          | -          | 177    | 2      |

### Cronologia presenze e reti in nazionale
| Cronologia completa delle presenze e delle reti in nazionale ― Albania | Cronologia completa delle presenze e delle reti in nazionale ― Albania | Cronologia completa delle presenze e delle reti in nazionale ― Albania | Cronologia completa delle presenze e delle reti in nazionale ― Albania | Cronologia completa delle presenze e delle reti in nazionale ― Albania | Cronologia completa delle presenze e delle reti in nazionale ― Albania | Cronologia completa delle presenze e delle reti in nazionale ― Albania | Cronologia completa delle presenze e delle reti in nazionale ― Albania |
| Data                                                                   | Città                                                                  | In casa                                                                | Risultato                                                              | Ospiti                                                                 | Competizione                                                           | Reti                                                                   | Note                                                                   |
| ---------------------------------------------------------------------- | ---------------------------------------------------------------------- | ---------------------------------------------------------------------- | ---------------------------------------------------------------------- | ---------------------------------------------------------------------- | ---------------------------------------------------------------------- | ---------------------------------------------------------------------- | ---------------------------------------------------------------------- |
| 13-11-2017                                                             | Adalia                                                                 | Turchia                                                                | 2 – 3                                                                  | Albania                                                                | Amichevole                                                             | -                                                                      | 67’                                                                    |
| 26-3-2018                                                              | Elbasan                                                                | Albania                                                                | 0 – 1                                                                  | Norvegia                                                               | Amichevole                                                             | -                                                                      | 45+1’                                                                  |
| 29-5-2018                                                              | Zurigo                                                                 | Albania                                                                | 0 – 3                                                                  | Kosovo                                                                 | Amichevole                                                             | -                                                                      | 44’                                                                    |
| 3-6-2018                                                               | Évian-les-Bains                                                        | Albania                                                                | 1 – 4                                                                  | Ucraina                                                                | Amichevole                                                             | -                                                                      | 26’                                                                    |
| Totale                                                                 |                                                                        | Presenze (291º posto)                                                  | 4                                                                      |                                                                        | Reti                                                                   | 0                                                                      |                                                                        |

## Palmarès

### Club

#### Competizioni nazionali
- Campionato macedone: 1

Škendija: 2024-2025